# Analophus parallelus
Analophus parallelus är en skalbaggsart som beskrevs av Waterhouse 1877. Analophus parallelus ingår i släktet Analophus och familjen långhorningar. Inga underarter finns listade i Catalogue of Life.